# العلاقات الباكستانية الرواندية
العلاقات الباكستانية الرواندية هي العلاقات الثنائية التي تجمع بين باكستان ورواندا.

## مقارنة بين البلدين
هذه مقارنة عامة ومرجعية للدولتين:
| وجه المقارنة                                              | باكستان                     | رواندا                                        |
| --------------------------------------------------------- | --------------------------- | --------------------------------------------- |
| المساحة (كم2)                                             | 881.91 ألف                  | 26.34 ألف                                     |
| عدد السكان (نسمة)                                         | 197.02 مليون                | 12.21 مليون                                   |
| الكثافة السكانية (ن./كم²)                                 | 223.4                       | 463.55                                        |
| العاصمة                                                   | إسلام آباد                  | كيغالي                                        |
| اللغة الرسمية                                             | لغة إنجليزية، اللغة الأردية | اللغة الكينيارواندا، لغة إنجليزية، لغة فرنسية |
| العملة                                                    | روبية باكستانية             | فرنك رواندي                                   |
| الناتج المحلي الإجمالي (بليون دولار)                      | 304.95 مليار                | 9.14 مليار                                    |
| الناتج المحلي الإجمالي (تعادل القوة الشرائية) بليون دولار | 946.67 مليار                | 20.46 مليار                                   |
| الناتج المحلي الإجمالي الاسمي للفرد دولار أمريكي          | 1.43 ألف                    | 697                                           |
| الناتج المحلي الإجمالي للفرد دولار أمريكي                 | 4.81 ألف                    | 1.66 ألف                                      |
| مؤشر التنمية البشرية                                      | 0.538                       | 0.483                                         |
| رمز المكالمات الدولي                                      | +92                         | +250                                          |
| رمز الإنترنت                                              | .pk                         | .rw                                           |
| المنطقة الزمنية                                           | ت ع م+05:00                 | ت ع م+02:00                                   |

## منظمات دولية مشتركة
يشترك البلدان في عضوية مجموعة من المنظمات الدولية، منها:
| علم المنظمة | اسم المنظمة                                                | تاريخ انضمام باكستان | تاريخ انضمام رواندا |
| ----------- | ---------------------------------------------------------- | -------------------- | ------------------- |
|             | وكالة ضمان الاستثمار متعدد الأطراف                         | 12 أبريل 1988        | 27 سبتمبر 2002      |
|             | منظمة الشرطة الجنائية الدولية                              | ?                    | ?                   |
|             | منظمة حظر الأسلحة الكيميائية                               | ?                    | ?                   |
|             | منظمة التجارة العالمية                                     | ?                    | ?                   |
|             | الأمم المتحدة                                              | 30 سبتمبر 1947       | 18 سبتمبر 1962      |
|             | دول الكومنولث                                              | ?                    | ?                   |
|             | العملية المشتركة للاتحاد الأفريقي والأمم المتحدة في دارفور | ?                    | ?                   |
|             | مؤسسة التمويل الدولية                                      | 20 يوليو 1956        | 6 نوفمبر 1975       |
|             | يونسكو                                                     | 14 سبتمبر 1949       | 7 نوفمبر 1962       |
|             | البنك الدولي للإنشاء والتعمير                              | 11 يوليو 1950        | 30 سبتمبر 1963      |
|             | المركز الدولي لتسوية المنازعات الاستشارية                  | 15 أكتوبر 1966       | 14 نوفمبر 1979      |
|             | الاتحاد البريدي العالمي                                    | ?                    | ?                   |
|             | الاتحاد الدولي للاتصالات                                   | 26 أغسطس 1947        | 12 ديسمبر 1962      |

## وصلات خارجية
- موقع وزارة الخارجية الباكستانية
- موقع وزارة الخارجية الرواندية